# Abtei Rajhrad

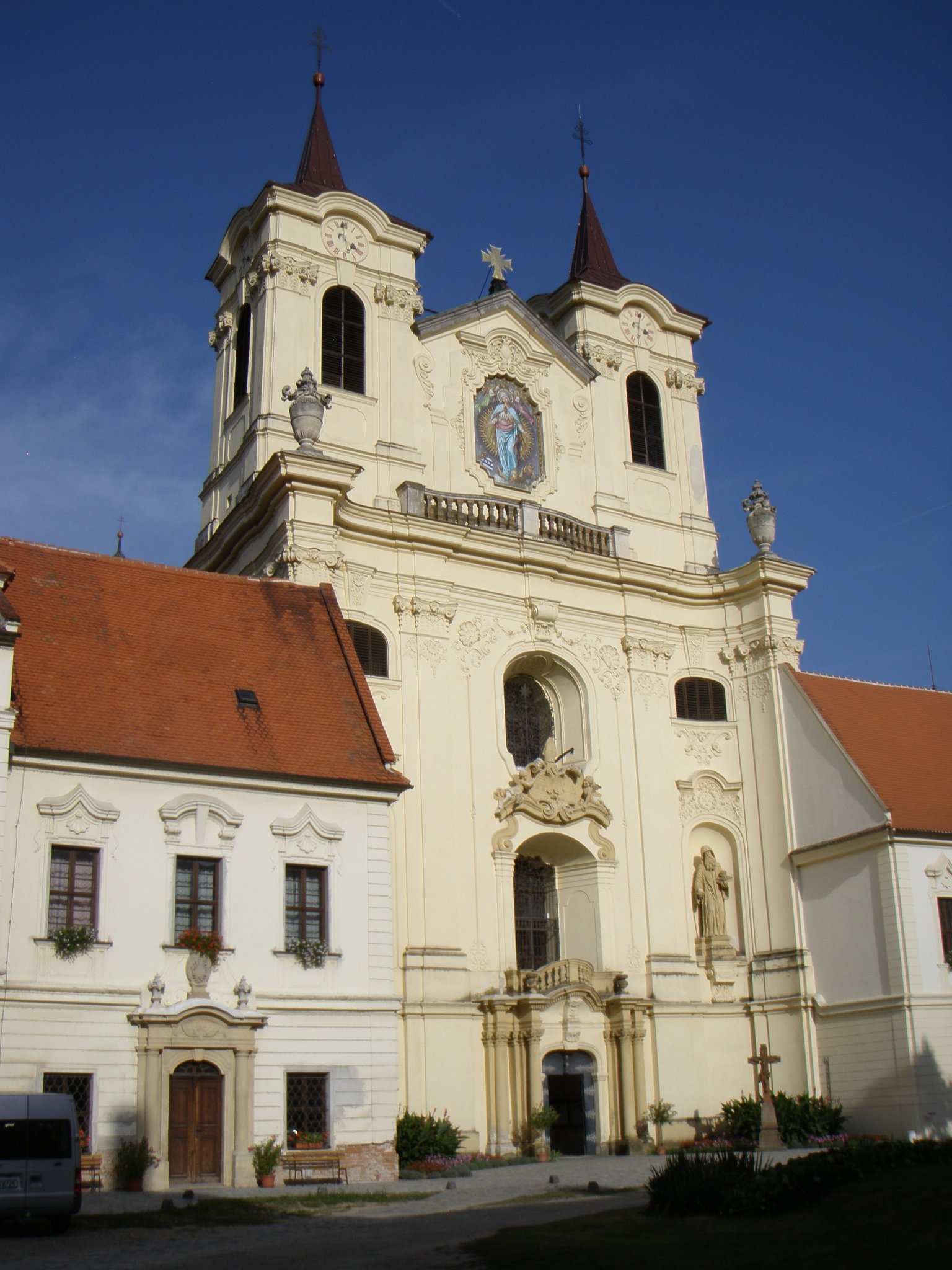
Renovierte Abteikirche des Klosters Rajhrad

Die Abtei Rajhrad  (deutsch Abtei Raigern), mit dem Patrozinium der heiligen Peter und Paul, ist ein Benediktinerkloster östlich der Stadt Rajhrad in Südmähren in Tschechien. Die Abtei gehört zur Diözese Brünn.

## Geschichte und Gegenwart
Das Kloster wurde im 11. Jahrhundert auf die Initiative des böhmischen Herzogs Břetislav I. errichtet. Die ersten Benediktinermönche kamen im Jahr 1048 aus der Prager Abtei Břevnov (Breunau) nach Raigern. Das Kloster war zunächst eine von Břevnov abhängige Propstei.
Im Laufe der Jahrhunderte hatte es zahlreiche Zerstörungen zu erleiden, so 1253 durch die Kumanen, 1449 durch die Hussiten und 1645 im Dreißigjährigen Krieg durch die Schweden. Johannes von Holleschau, der dem Rajhrader Konvent angehörte, trat beim Konstanzer Konzil als Ankläger des Johannes Hus auf.
1687 erhielt der Propst von Raigern das Recht der Inful, womit die Propstei eine relative Unabhängigkeit vom Breunauer Mutterkloster erlangte sowie das Recht, den Propst selbst zu wählen, der allerdings weiterhin von Stift Breunau präsentiert wurde.
Die heutige Klosteranlage stammt aus dem 18. Jahrhundert. Sie wurde 1721 bis 1739 nach Plänen von Johann Blasius Santini-Aichl errichtet, die Fresken schuf Josef Winterhalder der Jüngere und der Hochaltar stammt vom Bildhauer Andreas Schweigel.
Zu den für das kulturelle Leben in Mähren bedeutenden Benediktinermönchen von Rajhrad gehören vom 18. bis 20. Jahrhundert die Historiker Josef Bonaventura Pitter, Řehoř Volný und Beda Dudík sowie die Literaten Pavel Vychodil und Maurus Kinter. Der letztgenannte war langjähriger Redakteur der deutschsprachigen Studien und Mitteilungen zur Geschichte des Benediktinerordens und seiner Zweige, die vom Stift Raigern von 1880 bis 1911 herausgegeben wurden.
Der Theologe, Komponist und Musikpädagoge Maurus Haberhauer unterrichtete die Theologiestudenten des Klosters und verfasste mehrere lateinische Abhandlungen aus Theologie, Philosophie, Rechts- und Naturwissenschaften.
Erst 1813 wurde das Kloster vom böhmischen Landesherrn Kaiser Franz I. zur Abtei erhoben, womit es die Selbständigkeit erlangte. Am 18. Mai 1813 wurde Augustin Koch zum ersten Abt gewählt. Ab 1889 gehörte die Abtei der Österreichischen Benediktinerkongregation vom hl. Josef an, seit 1945 gehört es zur Slawischen Benediktinerkongregation.
Nach dem Februarumsturz 1948 folgte die Unterdrückung durch die kommunistische Regierung der Tschechoslowakei. 1950 folgte die Enteignung, wobei 11 Patres weiterhin vier Pfarreien und drei Filialkirchen betreuen durften. Nach dem politischen Umbruch von 1989 wurde das als Kaserne genutzte Klostergebäude den Benediktinern durch die Tschechische Republik zurückgegeben und 1990 als Kloster wiedererrichtet. Mit Unterstützung ausländischer Benediktinergemeinschaften und der staatlichen Behörden konnte die Bausubstanz gerettet und mit der schrittweisen Renovierung begonnen werden.
Seit 2005 befindet sich in der Abtei das Museum des Schrifttums in Mähren.
Im Benediktinerkloster Rajhrad leben gegenwärtig (2022) fünf Professmönche und ein Klaustraloblate. Höherer Oberer des Klosters ist Maximilian Krenn OSB, Prior des österreichischen Stifts Göttweig. Vor Ort wirkt Pater Naum Tomáš Vraspír OSB.

## Bilder

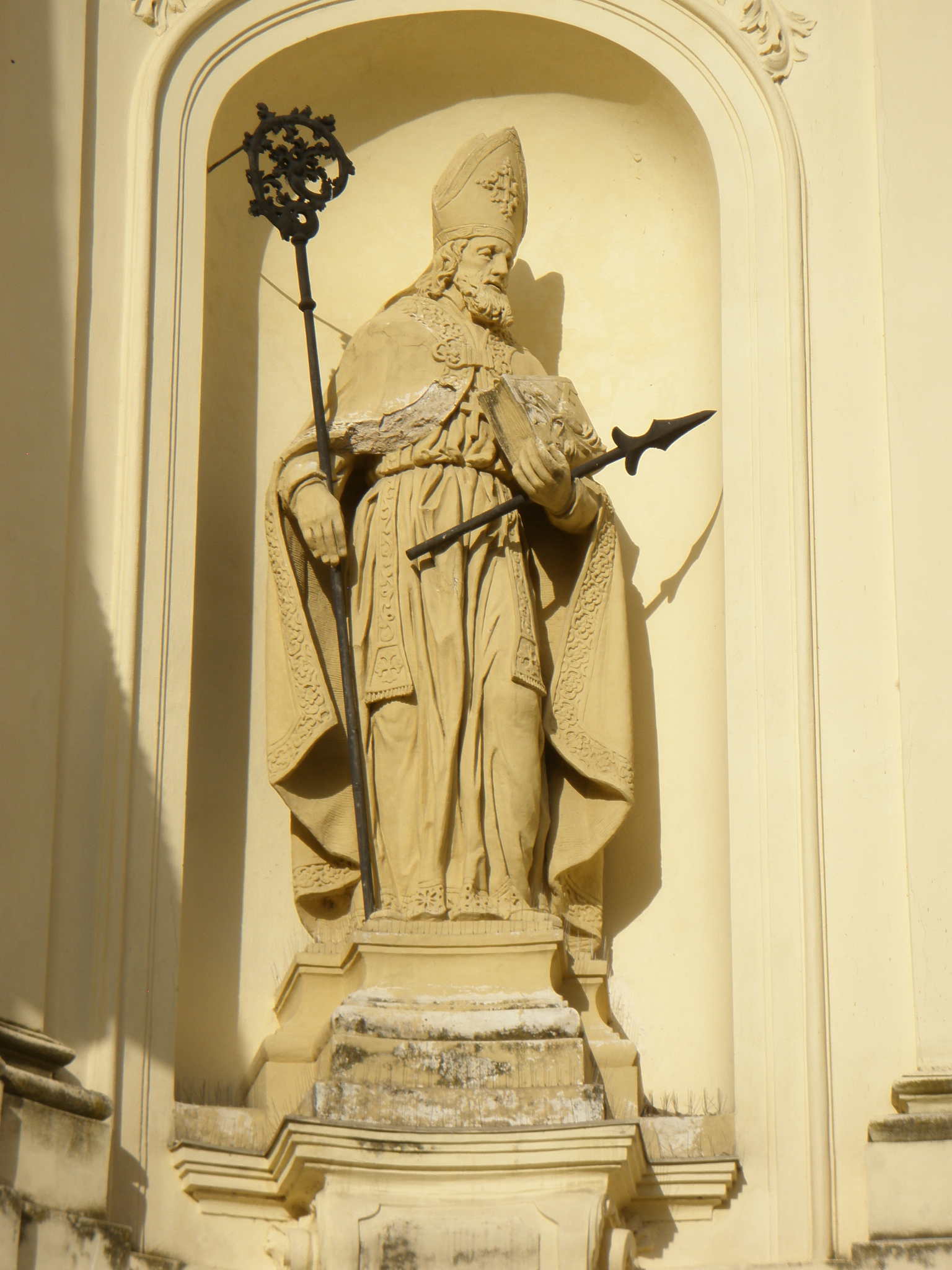
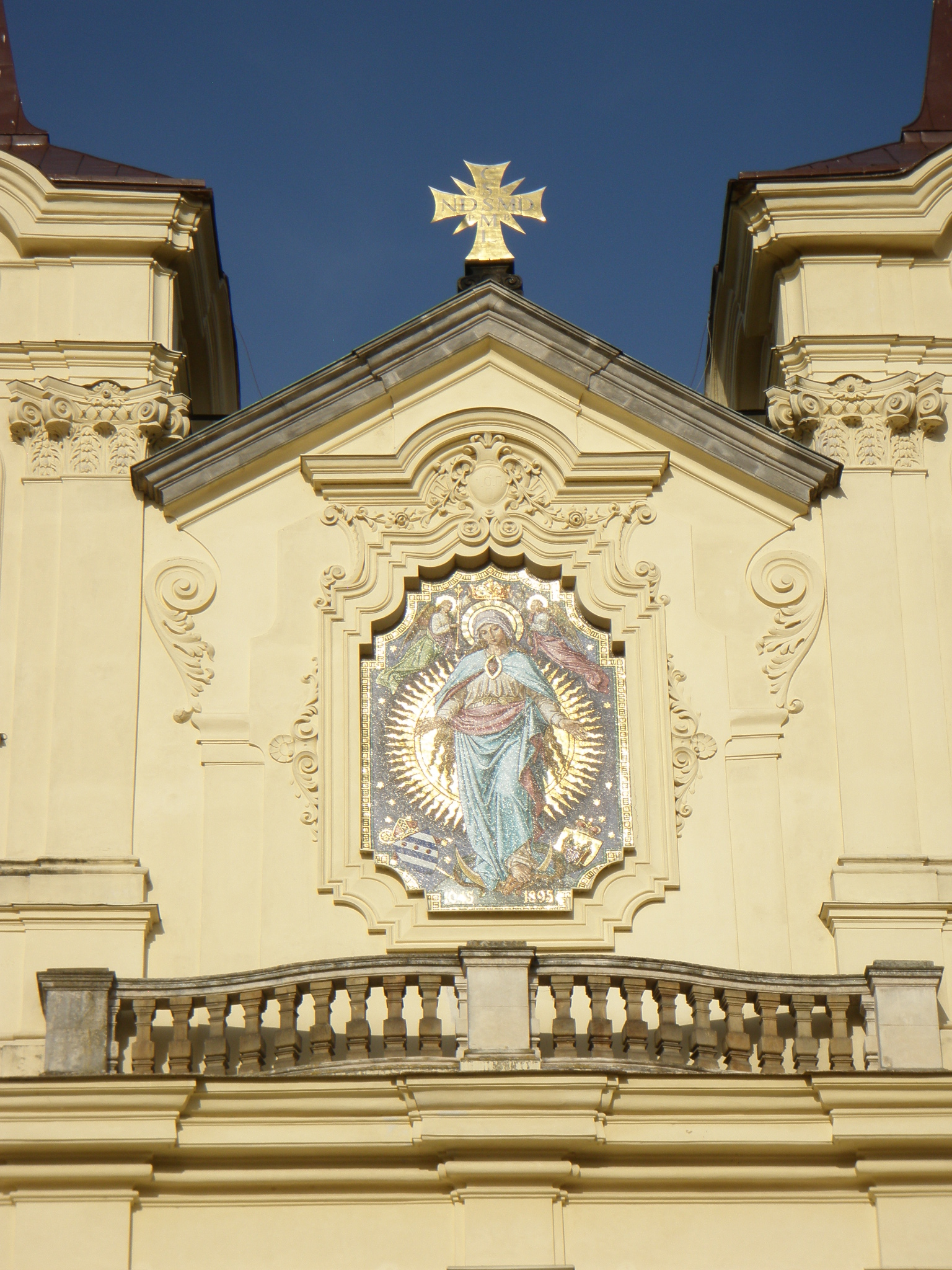
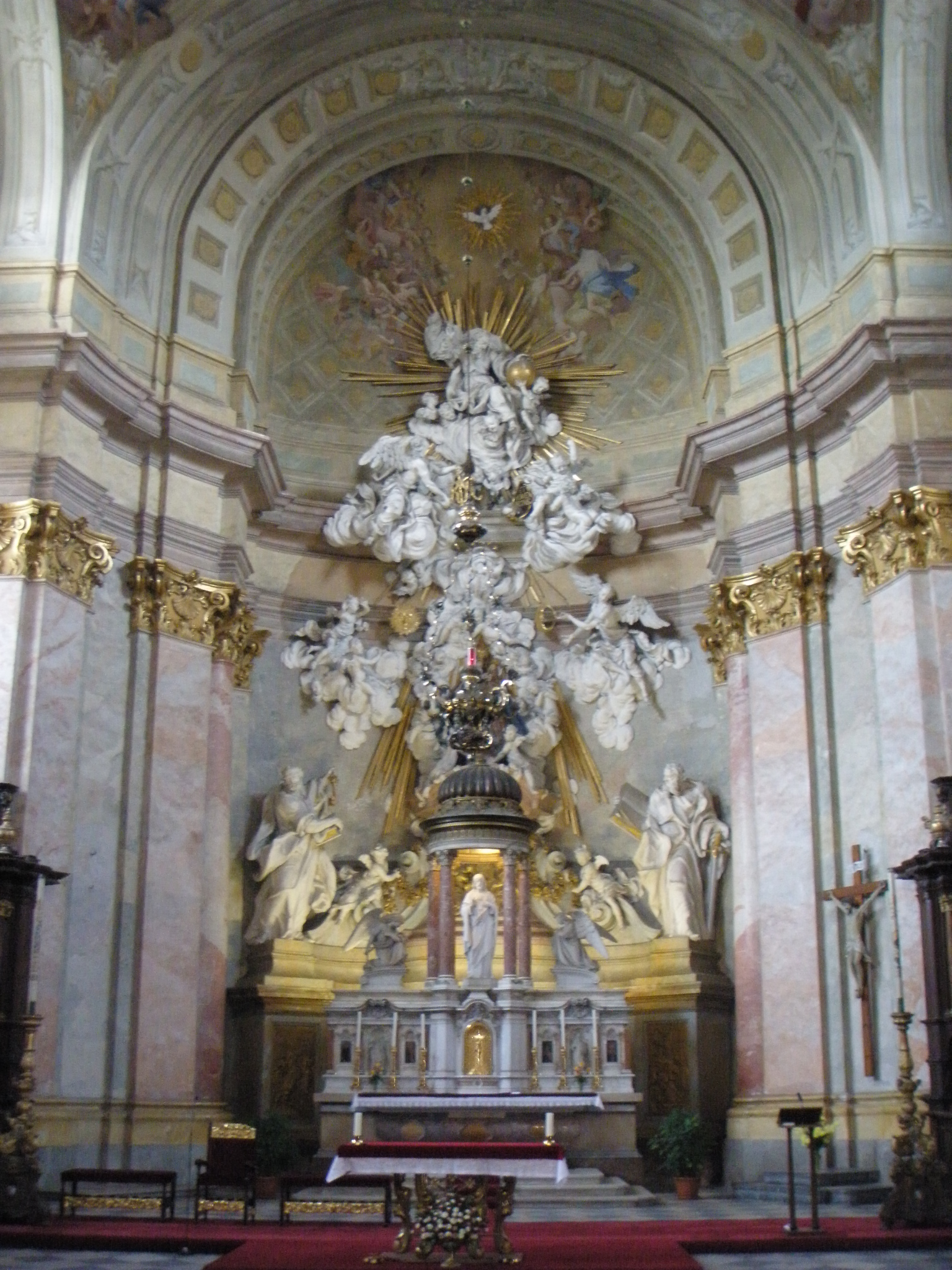
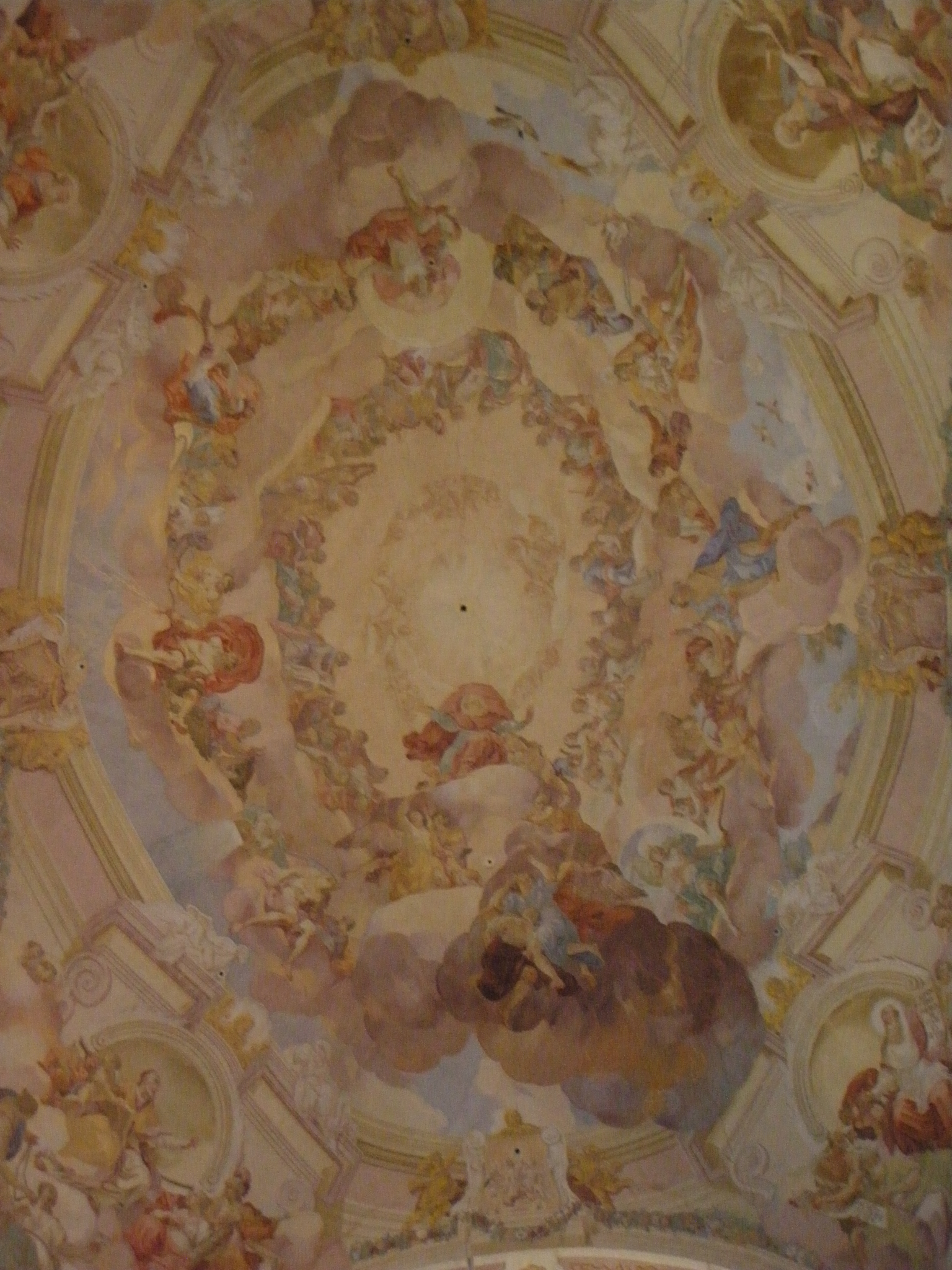
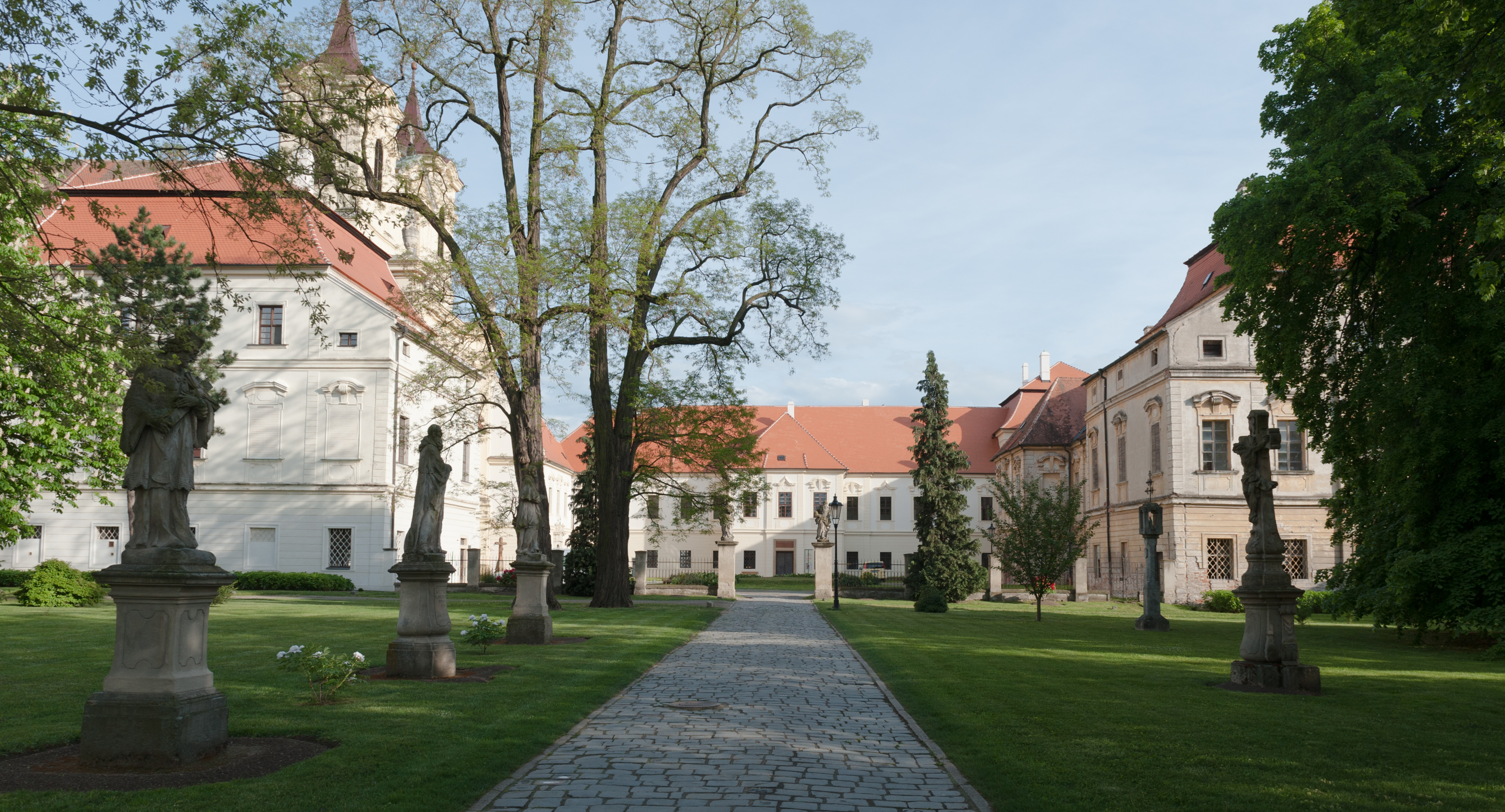
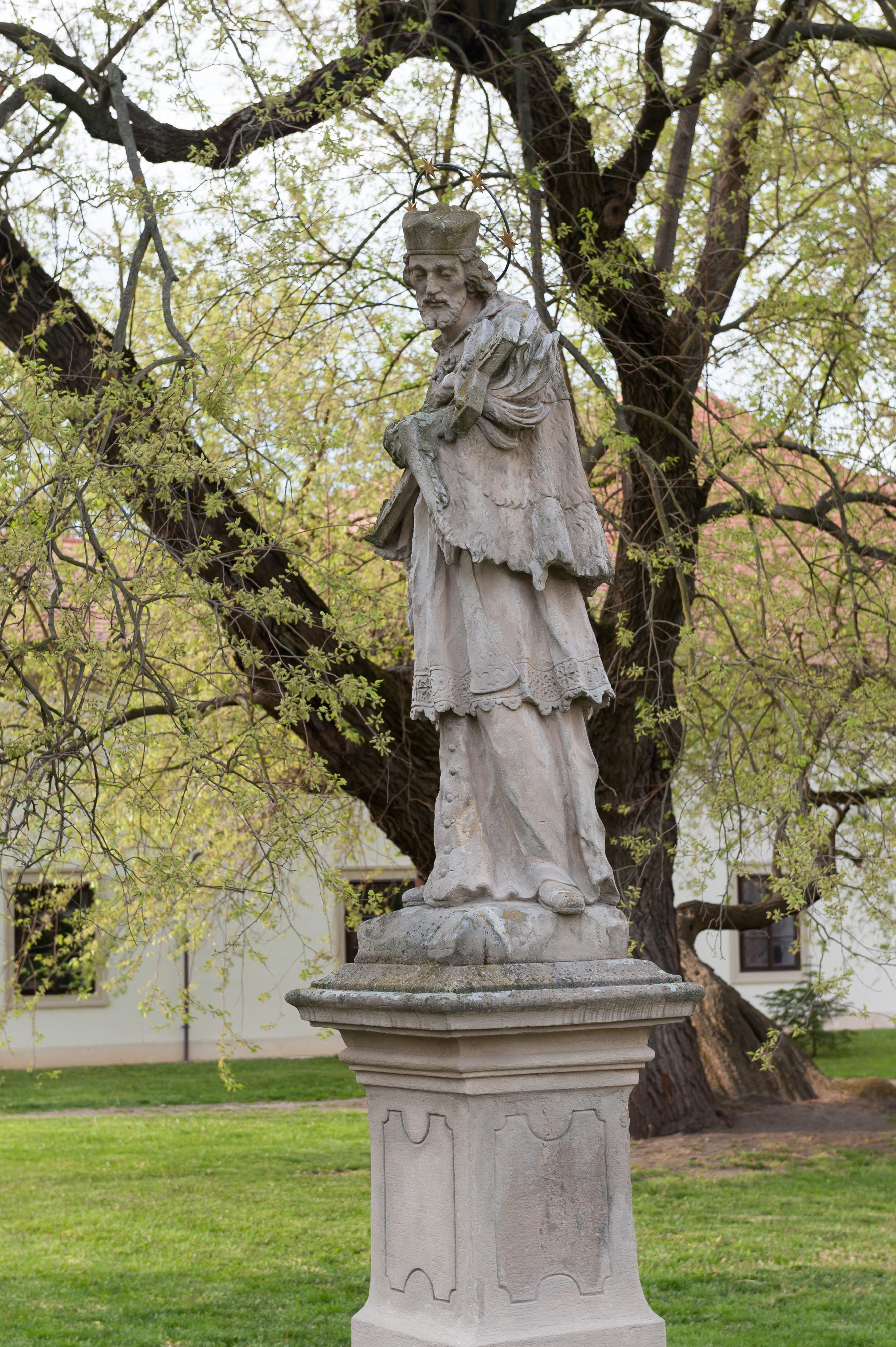